# Rhaphidascaris cristata
Rhaphidascaris cristata är en rundmaskart. Rhaphidascaris cristata ingår i släktet Rhaphidascaris och familjen Anisakidae. Inga underarter finns listade i Catalogue of Life.